# Zauia de Dila
A Zauia de Dila foi uma confraria sufista de Marrocos que teve o seu apogeu militar e político no século XVII. À semelhança de outras zauias (um termo que tanto designa o santuário ou mausoléu de um santo islâmico como a irmandade por ele formada ou ligada ao seu culto), a zauia de Dila foi, na prática uma espécie de partido político com grande poder militar. Os seus seguidores são por vezes referidos como dilaítas.
A confraria surgiu e teve o seu centro entre as tribos berberes das montanhas do Médio Atlas.

## História
No início do século XVII, várias regiões escaparam ao domínio do poder central saadiano na sequência do estado de anarquia e guerra civil que se seguiu à morte do sultão Amade Almançor em 1603 e da subida ao trono de Mulei Zidane em 1613:
- A sul, o Suz e o vale do Drá, ficaram nas mãos da Zauia de Illigh, um estado que ficou conhecido como Tazerwalt

- As planícies do noroeste, da costa atlântica até Taza, era controlada pelo marabuto el Ayachi a partir de Salé.

- No lado oposto a Salé, na foz do Bu Regregue, onde se situa atualmente Rabate, floresceu a República do Bu Regregue, um estado de corsários fundado e controlado por mouriscos exilados de Espanha.

- Tetuão era uma cidade-estado governada pela família Naqsis.

- O Tafilete era controlado pelos alauitas.

A zauia de Dila surge neste período como um movimento que combinava espiritualidade e política, misturando as ideologias da santidade e as aspirações ao poder dos berberes. Os dilaítas aproveitam a fraqueza do poder saadiano e a fragmentação do país para estender a sua influência e controlo sobre diferentes cidades e regiões de Marrocos.
O apogeu dos dilaítas ocorre em meados so século XVII, depois de terem mandado assassinar el-Ayachi em 1641 e terem estendido a sua influência às cidade de Fez, Tetuão, Alcácer Quibir e à foz do Bu Regregue, bem como às planícies de noroeste e ao "corredor de Taza, até ao vale do Muluya. Maomé Alhajaje, o líder da zauia governa Fez entre 1641 e 1659.
O poder dos dilaítas desvaneceu-se com a ascensão dos alauitas ao trono do império marroquino. Mulei Arraxide tornou-se sultão em 1666, pondo fim à dinastia saadiana. Em 1668 a zauia de Dila já não tinha qualquer poder político e em 1682 foi arrasada pelo sucessor e irmão de Arraxide, Mulei Ismail e nunca mais foi restaurada.